# Ectropis crepuscularia
Ectropis crepuscularia  là một loài bướm đêm trong họ Geometridae. Chúng phân bố khắp châu Âu. Sải cánh dài 38–45 mm. Sâu bướm là loài gây hại lớn, ăn rất nhiều loài thực vật khác nhau như cây phong, sồi, canh ki na, dẻ.

## Danh sách các loài thực vật là thức ăn của sâu bướm Ectropis crepuscularia

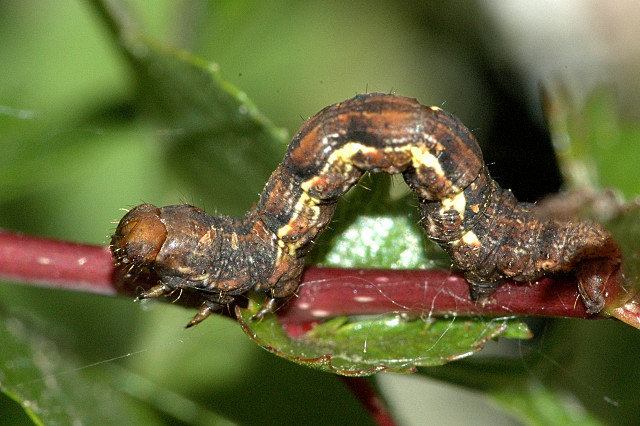
Sâu bướm

- Acer, Phong
- Aconitum
- Alnus
- Aquilegia
- Betula
- Calluna vulgaris
- Camellia japonica
- Castanea, dẻ
- Centaurea
- Cirsium arvense
- Cornus
- Daphniphyllum
- Diervilla
- Frangula
- Fraxinus
- Genista
- Glycine
- Hypericum maculatum
- Ilex
- Juglans
- Larix
- Lindera
- Lonicera
- Lythrum salicaria
- Malus
- Philadelphus
- Picea
- Pieris
- Pinus
- Plectranthus
- Populus
- Pseudotsuga[1]
- Quercus
- Ribes rubrum
- Rosa
- Rubus idaeus[2]
- Rumex
- Salix
- Sambucus
- Shepherdia canadensis
- Sorbus spp.
- Spartina
- Thuja
- Trifolium
- Tsuga
- Ulmus
- Vaccinium
- Zanthoxylum

## Ghu chú
1. ↑  C. Michael Hogan (2008) Douglas-fir: Pseudotsuga menziesii, globalTwitcher.com, ed. Nicklas Strõmberg Lưu trữ ngày 4 tháng 6 năm 2009 tại Wayback Machine
2. ↑  Hübner (1825) Ectropis